# Jurica Golemac
Jurica Golemac (Zagabria, 29 maggio 1977) è un allenatore di pallacanestro ed ex cestista sloveno.

## Carriera
Il 9 maggio 2009 viene ingaggiato dalla Virtus Roma con contratto fino a fine stagione. Il 5 ottobre 2011 viene ufficializzato l'ingaggio da parte della Felice Scandone Basket Avellino.
Con la Slovenia ha disputato due edizioni dei Campionati europei (2003, 2009).

## Palmarès

### Giocatore
- Campionato turco: 1

Efes Pilsen: 2002-03
- Coppa di Slovenia: 5

Union Olimpija: 1998, 1999, 2000, 2001, 2002
- Coppa di Israele: 1

Hapoel Gerusalemme: 2006-07
- FIBA EuroCup Challenge: 1

Ural Great Perm': 2005-06
- Lega Adriatica: 1

Olimpia Lubiana: 2001-02

### Allenatore
- Campionato sloveno: 2

Primorska: 2018-19
Cedevita Olimpija: 2020-21
- Coppa di Slovenia: 3

Primorska: 2018
Cedevita Olimpija: 2022, 2023
- Supercoppa slovena: 3

Primorska: 2019
Cedevita Olimpija: 2020, 2021